# Staatliches Museum für Orientalische Kunst

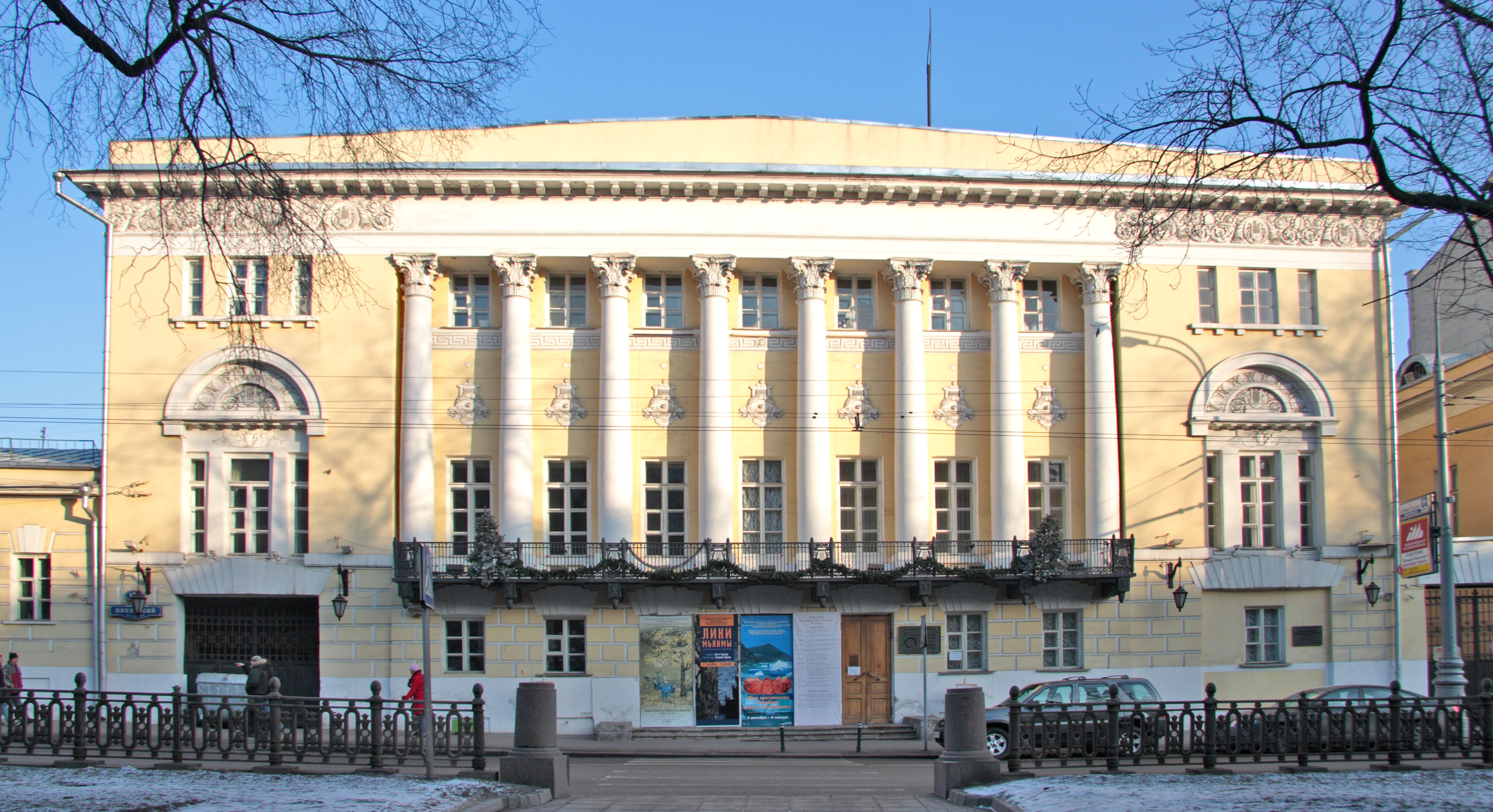
Das Staatliche Museum für Orientalische Kunst in Moskau

Das Staatliche Museum für Orientalische Kunst (russisch Госуда́рственный музе́й иску́сства наро́дов Восто́ка, Gossudarstwennyj Musej Isskusstwa Narodow Wosstoka, auch Государственный музей Востока, Staatliches Museum des Orients, abgekürzt Музей Востока, Museum des Orients) ist ein Kunstmuseum in Moskau. Seine Sammlung der Kunst Asiens, des Kaukasus und der Nordvölker Russlands ist mit über 160.000 Werken die größte Russlands. Zum Bestand gehört auch die Sammlung von Nikolai und Svetoslav Roerich. Das Museum befindet sich im historischen Dom Luninych, Nikitsskij Boulevard 12A.

## Geschichte
Das am 30. Oktober 1918 unter dem Namen Ars Asiatikum (Iskusstvo Azii); gegründete Museum wurde 1925 umbenannt in Gosudarstvennyj muzej vostochnych kul'tur, 1962 erfolgte die Umbenennung in Gosudarstvennyj muzej iskusstva narodov Vostoka. Seit 1992 wird auch der Name Gosudarstvennyj muzej Vostoka geführt. Das Museum unternahm ab 1926 eigene archäologische Expeditionen zur wissenschaftlichen Forschung und Erweiterung der Sammlung. Ab 1929 begann es Einkaufsreisen durch den sowjetischen Fernen Osten.

## Sammlungen
Ständige Ausstellungen sind: Koreanische Kunst, Chinesische Kunst, Japanische Kunst, Kunst des Südosten Asiens (Vietnam, Burma, Laos, Thailand, Kambodscha, Indonesien), Kaukasische Kunst, Iranische Kunst, Indische Kunst, Kasachische Kunst, Kunst der Mongolei, Burjatien und Tibet, Kunst der Nordvölker, Malerei des Kaukasus und des sowjetischen Mittelasien, Leben und Werke von Nikolai und Swjatoslaw Roerich.
Wechselausstellungen präsentieren oft moderne Künstler, die Beziehungen zur klassischen asiatischen Kunst knüpfen.